# SUNNY SIDE OF ORIGINAL LOVE
『SUNNY SIDE OF ORIGINAL LOVE』（サニー・サイド・オブ・オリジナル・ラヴ）は、1993年12月8日に発売されたORIGINAL LOVE通算4作目のアルバム。

## 解説
小松秀行加入、森宣之離籍後のラインアップでレコーディングされたドラマ主題歌「接吻 Kiss」を収録したアルバム。1st『LOVE! LOVE! & LOVE!』と2nd『結晶 SOUL LIBERATION』収録曲は再レコーディングされている他、3rd『EYES』収録の4曲中2曲はニュー・ヴァージョンで収録され、この時点での最新のバンド・グルーヴを捉えた作品となっている。
M-2「接吻 Kiss (Album Version)」は歌い出しがカットされ、代わりにイントロがついたアルバム・ヴァージョンで収録。M-4「LET'S GO!」は『EYES』と同一テイクであるものの、急なフェイド・アウトにて1秒短い。M-5「DEEPER (New Version)」はイントロがエディットされて50秒程短い。また、M-7「WALL FLOWER」も『EYES』収録のもと同テイクであるが、エンディングが約30秒程短い。M-10「SUNSHINE ROMANCE (New Version)」はエンディングで一旦ドラムとパーカッションのみのブレイクになり、再度全ての楽器の音がフェードインしてサビが繰り返される別ヴァージョン。M-11「LET'S GO! (Cosmo-Phase Mix)」はM-4のリミックス・ヴァージョンで、アルバム・リリースに先駆けて同年冬に行われたコンサート・ツアー会場でアナログ12インチとして限定販売されたが、そこでは曲の終了後、続けて約10秒ほど信号音が入っている。田島によればリミックスを手がけた森俊彦はリズム・トラックに2週間を費やし、最終的に1か月かけて完成させたという。また、田島は「ヴォーカル･トラックは全て残して欲しい」と要望している。

## パッケージ、アートワーク
初回盤は三方背ボックス仕様によるスペシャル・パッケージ。バンド・メンバー全員でのショットはテレビ朝日旧本社内で、田島のソロ・ショットはモロッコでそれぞれ撮影された。

## 収録曲
1. SCANDAL (New Recording)  –  (8'04")
作詞 · 作曲：田島貴男
2. 接吻 Kiss (Album Version)  –  (4'43")
作詞 · 作曲：田島貴男
3. 微笑みについて Look At Me, Look At You  –  (5'29")
作詞：木原龍太郎 · 田島貴男 ⁄ 作曲：田島貴男
4. LET'S GO!  –  (6'07")
作詞 · 作曲：田島貴男
5. DEEPER (New Version)  –  (5'31")
作詞：吉田美奈子 ⁄ 作曲：宮田繁男
6. DEEP FRENCH KISS (New Recording)  –  (5'48")
作詞：宮田繁男 ⁄ 作曲：田島貴男
7. WALL FLOWER  –  (5'28")
作詞：田島貴男 · 木原龍太郎 ⁄ 作曲：田島貴男
8. MILLION SECRETS OF JAZZ (New Recording)  –  (7'14")
作詞 · 作曲：田島貴男
9. THE VENUS (New Recording)  –  (7'11")
作詞：木原龍太郎 ⁄ 作曲：田島貴男
10. SUNSHINE ROMANCE (New Version)  –  (6'27")
作詞：木原龍太郎 ⁄ 作曲：田島貴男
11. LET'S GO! (Cosmo-Phase Mix)  –  (6'21")
12. 月の裏で会いましょう Let's Go To The Darkside Of The Moon (New Recording)  –  (5'41")
作詞：木原龍太郎 ⁄ 作曲：田島貴男

## クレジット
| ORIGINAL LOVE |                          |
| 田島貴男      | : Vocals, Chorus, Guitar |
| 木原龍太郎    | : Keyboards              |
| 宮田繁男      | : Drums                  |
| 村山孝志      | : Guitar                 |
| 小松秀行      | : Bass                   |

### SCANDAL (New Recording)
| Perc : 三沢またろう |

| Horns : | - 山本拓夫 - 村田陽一 (Courtesy of VICTOR ENTERTAINMENT) - 荒木敏男 |

### 接吻 Kiss (Album Version)
| Strings Arrange : 長谷川智樹 |
| Perc : 三浦“MEZASHI”晃嗣     |

| Horns : | - 村田陽一 (Courtesy of VICTOR ENTERTAINMENT) - エリック宮城 - 本田雅人 |

| Strings : 加藤JOEグループ                        |
| Manupulate : 木本靖夫 (オフィス・インテンツィオ) |

### 微笑みについて Look At Me, Look At You
| Perc : 三沢またろう |

| Horns : | - ジェイク・H・コンセプション - 数原晋 - 中川英二郎 |

| Flute : ジェイク・H・コンセプション            |
| Vibraphone : 香取良彦                          |
| Chorus : 坪倉唯子 (Courtesy of BMG ROOMS,INC.) |

### LET'S GO!
| Perc : 三沢またろう |

| Horns : | - 数原晋 - 平岡保夫 - ジェイク・H・コンセプション |

| Flute : 森宣之      |
| Vibraphone : 金山功 |

### DEEPER (New Version)
| Chorus & Chorus Arrange : 吉田美奈子 |
| Sax : 森宣之                         |

### DEEP FRENCH KISS (New Recording)
| Perc : 三沢またろう |

| Horns : | - ジェイク・H・コンセプション - 数原晋 · 清岡太郎 · 中川英二郎 |

| Flute : ジェイク・H・コンセプション                   |
| Chorus : CHAKA from PSY・S (Courtesy of Sony Records) |

### WALL FLOWER
| Bass : 渡辺等 (Courtesy of VICTOR ENTERTAINMENT)     |
| Perc : 三沢またろう                                  |
| Flute : 森宣之                                       |
| Violin : 金子飛鳥 (Courtesy of VICTOR ENTERTAINMENT) |

### MILLION SECRETS OF JAZZ (New Recording)
| Perc : 三沢またろう |

| Horns : | - 山本拓夫 - 村田陽一 (Courtesy of VICTOR ENTERTAINMENT) - 荒木敏男 |

| Vibraphone : 香取良彦 |

### THE VENUS (New Recording)
| Perc : 三沢またろう |

| Horns : | - ジェイク・H・コンセプション - 数原晋 · 清岡太郎 · 中川英二郎 |

| Vibraphone : 香取良彦                                 |
| Chorus : CHAKA from PSY・S (Courtesy of Sony Records) |

### SUNSHINE ROMANCE (New Version)
| Bass : 沖山優司     |
| Perc : 三沢またろう |

| Horns : | - 荒木敏男 - 村田陽一 (Courtesy of VICTOR ENTERTAINMENT) - 平原まこと |

| Sax : 森宣之 |

### LET'S GO! (Cosmo-Phase Mix)
| Remix & Additional Production : 森俊彦 |

### 月の裏で会いましょう Let's Go To The Darkside Of The Moon (New Recording)
| Perc : 三沢またろう |

| Horns : | - ジェイク・H・コンセプション - 数原晋 · 清岡太郎 · 中川英二郎 |

| Flute : ジェイク・H・コンセプション |

### スタッフ
| Producer              | : | 田島貴男 (for Wonderful World) |
| Arrangement           | : | オリジナル・ラヴ (except M-11) |
|                       |   | |
| Recording Engineer    | : | 太田安彦 (SME) · 加藤博実 (グレイテスト・ヒッツ) · 森岡徹也 (SME) |
| Mixing Engineer       | : | 太田安彦 (SME) · 森岡徹也 (SME) |
| Mastering Engineer    | : | 中里正男 (ONKIO HAUS) |
|                       |   | |
| A&R Director          | : | 平田雅和 (東芝EMI) · 上阪伸夫 (フジパシフィック音楽出版) |
|                       |   | |
| Assistant Engineer    | : | - 中澤智 (サウンドシティ) · 頼富清一 (ONKIO HAUS) - 鈴木賢 (東芝EMIスタジオ・テラ) - 山口秦 (ビクタースタジオ) · 上條直之 (音屋) - 中尾一彦 (デルタスタジオ) · 谷明巳 (ART PLAZA 1000)                                       |
|                       |   | |
| Recording Studio      | : | - サウンドシティ、ONKIO HAUS - 東芝EMIスタジオ・テラ、ビクタースタジオ - ランドマークスタジオ、デルタスタジオ - ART PLAZA 1000                                                                                               |
|                       |   | |
| Exective Producer     | : | - 石坂敬一 (東芝EMI) - 朝妻一郎 (フジパシフィック音楽出版) |
| A&R Chief             | : | 近藤雅信 (東芝EMI) |
| Promotion             | : | 東芝EMI A&R 第1本部宣伝部 |
| Heads                 | : | - 山田正則 - 加藤久典 - 橘川基 - 衛藤雅男 |
| Creative              | : | 小泉京子 |
| Salse Promotion       | : | - 東芝EMI SP第1本部 - 浅野忠則 - 山南良文 |
|                       |   | |
| Inspector             | : | 大竹茂 (デイブレイク) |
| Production Management | : | 近本隆 (ワンダフル・ワールド) |
| Artist Management     | : | 福本真由美 · 森彰一郎 (ワンダフル・ワールド) |
| Artist Information    | : | ワンダフル・ワールド |
|                       |   | |
| Art Direction         | : | 信藤三雄 (コンテムポラリー・プロダクション) |
| Design                | : | 上野晃代 (コンテムポラリー・プロダクション) |
| Photo                 | : | 田島一成 |
| Styling               | : | 大久保篤志 · 内野恵利 |
| Hair Make             | : | 中野明海 · 諏訪部留美 · 石田Kenji |
| Co-ordinator          | : | 古賀加奈子 |
| Design Producer       | : | 小林肇 (東芝EMI) |
|                       |   | |
| Special Thanks        | : | - 成田晃治 (キョードー・プロモーション) - 田中芳樹 (NTV) & NTV「大人のキス」オールスタッフ - 鎌田敏夫 - 北村篤識 (NTVM) - 掘米裕輔 (NTVM) - 伊藤あしゅら - 木暮晋也 - 山本佳生 (フィッツロイ) - 大西裕 - 渡辺高志 - 打越俊明 |

## Standard of 90'sシリーズ

### 解説
2007年10月24日に『standard of 90's』シリーズの一つとして、24ビット・デジタル・リマスタリング、田島貴男監修・公認盤として紙ジャケット仕様にてリリース。ボーナス・トラックとして「接吻 (Single Version)」が収録されたが収録時間の都合上、M-9「THE VENUS (New Recording)」が約50秒程エディットされた。装丁は、発売時のプロモーション用LPサイズ初回仕様ジャケットをもとに初紙ジャケット化。

### 収録曲
1. SCANDAL (New Recording)  –  (8'03")
2. 接吻 Kiss (Album Version)  –  (4'40")
3. 微笑みについて Look At Me, Look At You  –  (5'28")
4. LET'S GO!  –  (6'07")
5. DEEPER (New Version)  –  (5'31")
6. DEEP FRENCH KISS (New Recording)  –  (5'45")
7. WALL FLOWER  –  (5'25")
8. MILLION SECRETS OF JAZZ (New Recording)  –  (7'12")
9. THE VENUS (New Recording)  –  (6'19")
10. SUNSHINE ROMANCE (New Version)  –  (6'25")
11. LET'S GO! (Cosmo-Phase Mix)  –  (6'18")
12. 月の裏で会いましょう Let's Go To The Darkside Of The Moon (New Recording)  –  (5'39")
<BONUS TRACK>
13. 接吻 Kiss (Single Version)  –  (5'01")
作詞 · 作曲：田島貴男 ⁄ 編曲：オリジナル・ラヴ

### スタッフ
| マスタリング監修：田島貴男                                  |
| マスタリング・エンジニア：小鐵徹 (JVC マスタリングセンター) |
| ロゴ・デザイン：コンテムポラリー・プロダクション            |
|                                                             |
| シリーズ総合監修：太田浩 ⁄ 山崎二郎 (バァフアウト! 編集長)  |
|                                                             |
| ライナーノーツ：山崎二郎 (バァフアウト! 編集長)             |